# Gunder
Gunder est un prénom masculin scandinave, variante danoise du prénom Gunnar et du prénom germanique Günt(h)er. Dans les pays nordiques, il est surtout porté en Suède et en Norvège.
Le prénom Gunder est à l'origine du patronyme dano-norvégien Gundersen, signifiant « Fils de Gunder ». Dans les pays anglophones, ce nom de famille sera parfois anglicisé en Gunderson.

## Popularité du prénom
| Pays     | Nombre |
| -------- | ------ |
| Suède    | 216    |
| Norvège  | 110    |
| Danemark | 16     |

## Personnalités portant ce prénom
- Gunder Bengtsson (né en 1946), entraîneur de football suédois ;
- Gunder Gundersen (1930–2005), spécialiste norvégien du combiné nordique ;
- Gunder Hägg (1918–2004), coureur suédois ;
- Gunder Anton Johannesen Jahren (en) (1858–1933), homme politique norvégien.
- Pour l'ensemble des articles sur les personnes portant ce prénom, consulter :
  - la liste des articles dont le titre commence par ce prénom
  - les listes produites par Wikidata : Liste des personnes de prénom « Gunder » — même liste en incluant les éventuels prénoms composés qui contiennent « Gunder ».